# خرگوش سنگی سرخ
خرگوش سنگی سرخ (نام علمی: Pronolagus) نام یک سرده از تیره خرگوشان است.